# 김현정 (1988년생 화가)
김현정(1988년 12월 9일 ~ )은 대한민국의 예술가(작가, 화가)다. 선화예중·고등학교, 서울대 동양화과와 경영학과를 거쳐 서울대 대학원 동양화과 석사 학위를 취득했고 현재 서울대 대학원 동양화과 박사 과정을 수료하였다.
동아일보에서 선정하는 '10년 뒤 한국을 빚낼 100인'으로도 선정되었으며 2017년에는 미국 경제지 포브스에서 선정하는 '2017 30세 이하 영향력 있는 30인'에 한국 미술인으로는 첫 번째로 선정되었다. 연륜과 경력을 중시하는 미술계에서 '한국화의 아이돌' 로서 한국화의 POP을 새롭게 SNS로 가져 오면서 대중적으로 전파하는 미술사적 공헌을 인정 받고 있다. 활발한 작품 활동 중에 SNS, 블로그를 통한 적극적인 소통을 통해 한국화의 대중화에 앞장서고 있기도 하다. 현재 미국 이민사 박물관 재단, 미국 뉴욕 아메리카 몰 재단, 서울대학병원, 서울대학교 총동창회, 한국마사회, GE코리아, 딜로이트안진회계법인, 외환은행, 신한은행, 한샘IK 등에서 그녀의 작품을 소장 중이다.
내숭이야기는 고상하고 비밀스러운 한복을 입고 일상적인 행동들을 하고 있는 여인의 장면을 포착하고 있다. 인물을 누드로 표현한 후 서양의 콜라쥬와 동양의 수묵담채 기법을 이용하여 독특한 대비성을 주었다. 상의부분에 직접 염색한 한지를 붙여 한복의 서걱거리는 질감과 하의부분의 치마는 먹을 이용하여 반투명하게 그려내 몸의 라인을 비치게 드러냄으로 ‘그 속이 훤히 들여다보인다.'는 메시지를 담고 있다.

## 생애
가나아트센터 오픈 이래 최대 관객을 모은 2014년 개인전 ‘내숭 올림픽’, 출품작 13점을 이틀 만에 완판해서 화제가 된 2013년 ‘내숭 이야기’를 비롯하여 다양한 국내외 전시를 통해 작품을 알렸다. 2016년 1월에는 뉴욕 메트로폴리탄 미술관에서 초대개인전을 열었고국립현대미술관에서 한국화 역사를 조명하는 전시에서 최연소 작가로 초청전시를 하였다. 2016년 3월에는 서울 인사동 소재 [갤러리이즈]에서 <내숭놀이공원> 개인전을 개최하여 일일 최다 관객 수 5,026명, 총 누적 관객 수 67,402명을 기록하였다.2023년에는 두 차례에 걸쳐 미국 워싱턴 D.C.연방의회 의사당에서 초대 전시를 통해 미국 상하의원들에게 작품을 소개했다.

## 학력
- 서울대학교 대학원 동양화과 박사 수료
- 서울대학교 대학원 동양화과 석사
- 서울대학교 미술대학 동양화과 학사
- 서울대학교 경영대학 경영학과 학사
- 선화예술고등학교 졸업
- 선화예술학교 졸업

## 주요 전시
- 초대전 [This is our Future], 메트로폴리탄 미술관
- 기획전 [김치의 날 제정 특별전], 워싱턴 D.C. 연방의회
- 초대전 [내숭이야기], 국회의사당
- 초대전 [내숭이야기], 서울특별시의회 본관 중앙홀
- 초대전 [아트서울 초대전], 예술의전당 한가람 미술관
- 특별전 [한국화 소장품 특별전 '멈추고 보다'], 국립현대미술관 과천관
- 초대전 [2019 제 8회 북경비엔날레], 북경국립미술관

## 주요 활동 및 수상
- 포브스 아시아에서 영향력 있는 30세 이하 30인
- 동아일보 10년 뒤 한국을 빛낼 100인
- EBS <해요와 해요> 댕기언니
- 서울특별시 홍보대사
- 희망브리지 전국재해구호협회 희망대사

## 작품 소장
- 미국 이민사 박물관 재단, 미국 뉴욕 아메리카 몰 재단, 서울시의회, 서울대학병원, 서울대학교 총동창회, 한국마사회, 현대자동차, 외환은행, 신한은행, GE KOREA, 딜로이트안진회계법인, 한샘IK, 대신자산운용, 게임인재단, 조이맥스, 커핀 그루나루 외 개인소장

## 교과서 작품 수록
- 2025 천재교과서 [고등학교 미술창작 교과서]
- 2025 성안당 [중학교 미술 교사용 지도서]
- 2025 성안당 [중학교 미술 교과서]
- 2025 미진사 [중학교 미술 교과서]
- 2025 미진사 [고등학교 미술 교과서]
- 2025 비상교육 [고등학교 미술 교과서]
- 2025 비상교육 [중학교 미술 교사용 지도서]
- 2025 비상교육 [중학교 미술 교과서]
- 2018 통일교육원 [한반도의 오늘과 통일]
- 2018 비상교육 [고등학교 미술 교과서]
- 2018 천재교과서 [고등학교 미술창작 교과서]
- 2018 천재교과서 [고등학교 미술 교과서]
- 2018 미진사 [고등학교 미술창작 교과서]
- 2018 미진사 [고등학교 미술 교과서]
- 2018 씨마스 [고등학교 미술교과서]
- 2018 교학사 [고등학교 미술이론 교과서]
- 2015 에듀넷 [디지털 교과서,전통과 현대의 만남]
- 2009 형설출판사 [중학교 미술 교과서]

## 저서 및 출판
- 조선앤북 [김현정의 내숭] 에세이 중국어버전 (ISBN : 978-7-5356-7441-8)
- 조선앤북 [김현정의 내숭] 에세이, (ISBN:979-11-5578-028-2)
- 조선일보 [김현정의 그림라디오] 연재
- 대원씨아이 [내숭이야기 컬러링북], (ISBN:979-11-5578-028-2)
- 서락 [김현정의 내숭놀이공원], (ISBN:978-89-98655-64-8)
- 서락 [2014 내숭올림픽], (ISBN:978-89-9865-507-5)

## 단행본 수록
- 권유지,이연화,조선순,최문희, 「초등학교 선생님들이 들려주는 세상을 바라보는 따뜻한 눈」, 여우고개 (ISBN:978-89-92855-50-1)
- 염경화, 「박물관에서 역사・민속의 연구와 활용」, 민속원 (ISBN:978-89-285-1588-2)
- 장성아카데미, 「38가지 생각의 법칙」, 장성아카데미 (ISBN:979-11-967242-0-7)
- 정병모,임서령,성민우,허나영, 「색으로 그린 그림」, 가가북스 (ISBN:979-89-96897 1-0-1)
- 성경섭, 「인생에 담긴 키워드」, 북팟 (ISBN:979-11-90268-28-8)
- 윤옥희, 「하마터면 완벽한 엄마가 되려고 노력할 뻔했다」, 메이트북스 (ISBN:979-11-6002-213-1)
- 아홉시, 「스물,너는 너처럼 살아보기로 했다」, YH Media (ISBN:979-11-89993-19-1)
- 반이정, 「한국 동시대 미술 1998-2009」, 미메시스 (ISBN:979-11-5535-118-5 03600)
- 민이언, 「불안과 함께-살아지다」,다반 (ISBN:979-11-85264-22-6)
- 「강점 육아」, 다온북스, 219-226p (ISBN:979-11-85439-82-2)
- 「월간 유레카 403호」, 유레카엠앤비(논술지), 8-11p (ISBN:977-24-660-1700-7)
- 「우등생 논술」, 천재교육,  26-31p (ISBN:977-19-758-2780-0)
- 임지영, 「가식과 위선을 풍자와 유머로 비틀다:한국화가 김현정」, 저작권문화,  8-11p (ISSN 1975-2385)
- 「디아이」, 웹스미디어, 40-43p (ISBN:390-40-002-8440-8)
- 「디자인 매거진 CA #224」, 퓨처미디어, 126-127p (ISBN:977-23-841-8200-9)
- 이연도,최윤경,한수영,홍경남,홍달오,「창의적 사고와 소통」, 중앙대학교, 88-89p (ISBN:978-89-7207-853-1)
- 「힘 HIM」, 124-127p (ISBN:977-22-338-8400-9)
- KBS 역사저널 그날 제작팀,「역사저널 그날」, 민음사, 150-185p (ISBN:978-89-374-1703-0)
- 김홍기,「댄디, 오늘을 살다:댄디, 스스로의 방식으로 살아가다」, 아트북스, 272-281p (ISBN:978-89-6196-154-7)
- 선승혜,「추사 김정희선생 동상건립 및 세한도 탄생」, CHOOSA 추사김정희선생기념사업회, 188p
- 「여성조선」, 조선일보사, 130-133p (ISBN:977-20-935-2600-2)
- 이종식,「청년학개론:2강 어른이 되는 시간,갭이어를 즐겨라」, 청림출판, 57-61p (ISBN:978-89-352-0980-4)

## 수상
- "함께 만들어요, 매력서울" 서울특별시 홍보대사 감사패
- 2023년 제1회 인류애실천 분중문화상 인재지원상
- 2019 재난 구호모금 전문기관 ’희망브리지' 희망대사 위촉
- 2019 서울특별시 홍보대사의 밤 '별은 빛을 나눈다' 감사패
- 2019 대한민국창조혁신대상 예술발전대상
- 서울특별시 홍보대사 위촉
- 우리카드 카드의 정석 100만좌 돌파 기념패 증정
- 2018 대한민국 브랜드대상 개인부문 The Prize of Entrepreneurship 수상, 사단법인 한국마케팅협회
- 대한민국 미술인상 대한민국청년작가상 수상, 사단법인 한국미술협회
- 포브스 아시아에서 영향력 있는 30세 이하 30인 (Forbes 30 under 30 in Asia)
- 한국문화포럼 감사패, 사회복지법인 청운종합복지원
- 네이버 그라폴리오 2016 Top Creators 감사패
- 사회복지법인 그린힐 강남드림빌 감사패
- 2016 뚝섬 팝아트 페스티벌 공로상, 뚝섬 팝아트 페스티벌 조직위원회
- 아스트리드 어워드 은상, 한국마사회
- 제8회 올해의 여성문화인상 청강문화상, 여성문화네트워크
- 제1회 대한민국창조혁신대상 예술발전대상, GK희망공동체, 한국언론사협회 연합취재본부
- 동아일보 10년 뒤 한국을 빛낼 100인 선정
- JTBC 다름다운사람들 최우수상
- 제34회 한국예술평론가협의회 주목할 예술가상, 한국예술평론가협의회
- 캄보디아 희망도서관 홍보대사 임명장
- 페리에 150주년 미래작가, 물 만난 아티스트 선정
- Young Art Award 서울미술협회이사장상, JW중외
- 서울대학교 총동창회장상
- 제14회 세계평화미술대전 최우수상
- 제12회 대한민국여성미술대전 금상, 국가보훈문화예술협회

## 해외 전시
- 기획전 [김치의 날 제정 특별전], 워싱턴 D.C. 연방의회
- 초대전 [2019 제 8회 북경비엔날레 한국특별전], 북경국립미술관
- 초대전 [Ecole Seoul & Paris], 파리 Galerie 89
- 기획전 [21세기의 풍속화 내숭이야기], 주독 한국문화원
- 기획전 [Pop-up], 뉴욕 타임스퀘어
- 기획전 [This is our Future], 메트로폴리탄 미술관
- 초대전 [2015 뉴욕한인청소년재단 작품전], 뉴욕
- 초대전 [The 2nd SINGAPORE BANK ART FAIR], 싱가포르
- 초대전 [2014 뉴욕한인청소년재단 작품전], 뉴욕
- 초대전 [Im Zickzack durch die Welt], 독일 노이루핀
- 초대전 [ZigZag, State Academy of Art and Design Stuttgart], 독일 스투트가르트
- 초대전 [BANK ART FAIR], 홍콩
- 초대전 [SQUARE, SPACE WOMB], 뉴욕

## 국내 개인전
- 2024년

초대전 [내숭,봄 이야기], 근민당 갤러리,안동 예끼마을
- 2023년

기획전 [한국방문의 해 K-컬쳐 팝업], 더현대서울
기획전 [삼례문화예술촌 특별기획전시 '서른, 봄, 내숭의 시작' 한국현대수묵화가 김현정 작가전], 삼례문화예술촌
- 2022년

초대전 [한국화가 김현정 작가 초대전], 인천파라다이스시티
- 2019년

개인전 [한국미술협회 수상기념 계란한판,결혼할나이], 서울 금보성미술관
초대전 [JYP Soul Cup & 한국화의 아이돌 김현정], JYP엔터테인먼트
초대전 [개관기념 신진작가 창작지원 프로젝트], 제주 토스카나 호텔
초대전 [알리타 : 배틀엔젤], 롯데시네마 건대점
- 2018년

초대전 [우리카드 카드의 정석, 한국의 미를 담다], 가나인사아트센터
- 2017년

초대전 [내숭이야기], KT&G 본사
초대전 [내숭이야기], KT&G 대덕
초대전 [한국화가 김현정의 내숭이야기], 재규어랜드로버스튜디오
- 2016년

초대전 [21세기의 풍속화 내숭이야기], 베를린 주독한국문화원
기획전 [내숭놀이공원], 갤러리이즈
초대전 [This is our Future], 메트로폴리탄 미술관
기획전 [Pop-up], 뉴욕 타임스퀘어
- 2015년

초대전 [내숭이야기], 국회의사당
초대전 [내숭이야기], 서울특별시의회 본관 중앙홀
초대전 [新기마미인도], 말박물관 기획전시실
초대전 [내숭이야기], 한샘ik
- 2014년

초대전 [내숭, 겨울이야기], 코엑스A홀
기획전 [내숭올림픽], 가나인사아트센터
- 2013년

초대전 [아트서울 초대전], 예술의전당 한가람 미술관
초대전 [한국 미술대학원생 우수작가 초대 개인전], 우림화랑
초대전 [‘그녀, 내숭?’], 부산 갤러리 아인

## 국내 단체전
- 2025년

기획전 [제 59회 한국화회: 어느 화가가 어느 시인에게 쓴 편지], 한벽원미술관
- 2024년

기획전 [제 58회 한국화회: 끝없이 이어지는 선], 한벽원미술관
초대전 [인물열展], 워커힐호텔, 서울
- 2023년

초대전 [한국의 칼라 2023 국제 초대전], 아트불갤러리 청담
특별전 [2023 광주에이블아트페어 "손잡고 가슴을 나누다'], 김대중 컨벤션센터
기획전 [제 57회 한국화회: 생각에 잠긴 붓], 한벽원미술관
초대전 [ThE 15th SHA-SHA展 선화예술학교 동문전], 갤러리 반포대로
초대전 [2023 신년하례展], 아트스페이스호서
- 2022년

기획전 [ThE 14th SHA-SHA展 선화예술학교 동문전],
기획전 [제 56회 한국화회: 서로를 바라보다,거닐다], 한벽원미술관
초대전 [The Art Place HMC 2022], 코엑스
초대전 [2022 신년하례전], 아트스페이스호서
- 2021년

기획전 [제 55회 한국화회], 한벽원미술관
기획전 [The 13th SHA-SHA展 선화예술학교 동문전], 금보성아트센터
초대전 [2021 한중 예술교류제 '치유,극복,상생 서울&쓰촨의 예술로 이루다'], 대한민국 예술인센터 1F
초대전 [미술로 보는 한국 근현대역사전], 여주 미술관 아트뮤지엄 려
- 2020년

기획전 [[The 12th SHA-SHA展 선화예술학교 온라인 동문전], 금보성아트센터
기획전 [제 54회 한국화회], 서울대학교 미술대학 우석홀
초대전 [2020 신년하례전], 아트스페이스호서
- 2019년

초대전 [제 7회 명동국제아트페스티벌 MIAF 2019], L7호텔
기획전 [제 53회 한국화회], 서울대학교 미술대학 우석홀
초대전 [7인 7색전], 서울대학교 문화관 전시실
기획전 [[The 11th SHA-SHA展 선화예술학교 동문전], 금보성아트센터
초대전 [서울-뉴욕 교류 초대전], 금보성아트센터
초대전 [2019 김영준 외 15인 특별초대전 '제1회 K-Art Festa'],
초대전 [새봄맞이특별전 '봄,자연,향기,행복'], 경인미술관
초대전 [피팅룸 : Fitting Room], 서울대학교 미술대학 우석홀
- 2018년

초대전 [여성 한복, 근대를 만나다], 국립대구박물관
초대전 [미니스탑,잠시멈추고2018], 서울대학교 미술대학 우석홀
초대전 [스포츠와 미술놀이展], 양평군립미술관
기획전 [서울대동문전시 '미루展'], 동덕아트갤러리
기획전 [[The 10th SHA-SHA展 선화예술학교 동문전], 금보성아트센터
- 2017년

초대전 [피규어 아트 전시], 탐앤탐스 도산대로점
초대전 [젓가락 페스티벌 특별전 '불멸의 도구 수저-삶의 의미를 담다'], 청주문화산업단지
초대전 [Honeymoon story 신혼이야기展], 영등포 롯데갤러리
기획전 [The 9th SHA-SHA展 선화예술학교 동문전], 갤러리이앙
- 2016년

초대전 [헬로키티내숭전], 제주 헬로키티아일랜드
초대전 [젓가락페스티벌 특별전‘젓가락, 담다'], 청주문화산업단지
초대전 [미인도취展], 세종문화회관
초대전 [세계미학자대회 특별전], White block art center
기획전 [The 8th SHA-SHA展 선화예술학교 동문전], 갤러리이앙
초대전 [갤러리 그림손 인물 기획전 <"인물 - 통찰">], 갤러리그림손
초대전 [2016 팝아트페스티벌, 팝아트 그룹전시회 ‘팝콘 시즌1’], 광진문화재단 나루아트센터
초대전 [2016 가정의 달 특별기획 ‘엄마의 일기'展], 양평군립미술관
초대전 ['청춘=어람'], 아트스페이스호서
초대전 [롯데 MANY MINI MIFFY], 롯데백화점
자선전 [수퍼두퍼 베이비], 리더스 갤러리 수
- 2015년

초대전 [한국화 소장품 특별전 ‘멈추고, 보다’], 국립현대미술관 과천관
초대전 [서울대학교 미술대학 120만원展], 서울대학교 총동창회 장학빌딩
초대전 [청춘본색展], 서울특별시의회 본관 중앙홀
초대전 [5월의 꽃향기展], 경민현대미술관
초대전 [젓가락페스티벌 특별전 ‘문화를 집자, 세상을 담자’], 청주 백제유물 전시관
초대전 [동아대학교 개교기념 기획전 ‘아시안 하이웨이’], 동아대학교 석당미술관
기획전 [The 7th SHA-SHA展 선화예술학교 동문전], 동덕아트갤러리
초대전 [슈퍼두퍼베이비, 어린이 재활 병원 건립기금 마련], 리더스 갤러리 수
초대전 [제 10회 2015연꽃그림페스티벌], 연꽃테마파크
- 2014년

[2014 서울 아트 쇼], 코엑스
초대전 [서울대학교 대학원 졸업전시], MOA미술관
초대전 [Y&Y ARTIST PROJECT ‘I,My,Me,Mine’], 영은미술관
초대전 [Open-in-out], 암웨이미술관
초대전 [한국조폐공사‘쇼미더머니展'], 가나인사아트센터
초대전 [G-LOVE 아이티 심장병 어린이 수술기금마련展], LIG-Art Space
기획전 [The 6th SHA-SHA展 선화예술학교 동문전], 갤러리 이앙
초대전 [안양예술고등학교 교.강사전]
초대전 [히든카드展], 키다리갤러리
초대전 [서울대 미술대학 동양화과 대학원 '50106展'], SPACE 599
초대전 [제9회 2014연꽃그림페스티벌], 연꽃테마파크
초대전 [제3회 JW중외 YOUNG ART AWARD], 홍익아트센터
초대전 [페리에 150주년 기념 '물 만난 아티스트展'], 더갤러리
초대전 [이상한 이상], 서울대학교 우석홀
초대전 [안양예술고등학교 강사전], 안양예술고등학교
초대전 [아티스트 바이 아티스트리], 비프빌리지
초대전 [I'MMATURE 3인展], 서울대학교 우석홀
초대전 [제8회 2013연꽃그림페스티벌], 연꽃테마파크
초대전 [제 5회 아시아프 1부], 문화역서울284
초대전 [감동을 말하다展], 갤러리이즈
초대전 [서울대 미술대학 동양화과 대학원 '50106展'], SPACE599
초대전 [블루스타], 올림푸스 홀 갤러리펜
초대전 [제 5회 인사미술제 미래의 작가展], 아라갤러리
초대전 [옻칠의 연금술사展], SPACE59
초대전 [ORIENTAL PAINTING OPEN STUDIO], 서울대학교 50동
초대전 [서울대학교 117전], 서울대학교 총동창회관
초대전 [김현정,박주영 2인展], SPACE50
초대전 [한국미술대학원생 신예유망작가 기획초대전], 우림화랑
초대전 [제 4회 아시아프 1부], 문화역서울284
초대전 [I'MMATURE 3인展], 서울대학교 우석홀
초대전 [RE-view展], 서울대학교 스페이스599
초대전 [제12회 대한민국여성미술대전], 한국미술관
초대전 [제14회 세계평화미술대전], 안산단원전시관 제2관
초대전 [서울대학교 미술대학 졸업전시], 서울대학교50동
초대전 [제 3회 아시아프 1부], 홍익대학교 홍문관
초대전 [제 2회 아시아프 1부], 성신여자대학교
초대전 [제 1회 아시아프 1부], 옛기무사건물

## 강의
- 2024년

[경희대학교 교육대학원]
- 2023년

[호서대학교]
[경희대학교 교육대학원]
[수원대학교]
- 2022년

[대구대학교]
[경희대학교 교육대학원]
- 2021년

[경희대학교 교육대학원]
[대구대학교]
- 2020년

[경희대학교]
- 2019년

[경희대학교 교육대학원]
- 2018년

[용인대학교]
[경희대학교 교육대학원]
[성신여자대학교]
- 2017년

[용인대학교]
[경희대학교]
[경희대학교 대학원]
- 2016년

[용인대학교]
[경희대학교]
- 2013년

[안양예술고등학교]

## 강연
- 2025년

[ODC25 "New Beginnings: A Festival of science"], 마곡 Coex, 서울
- 2024년

[아트로 물들이다 VOL.7], 누리마루 APEC 하우스, 부산
[경상북도 교육청 2024 정책 혁신 워크숍], 더케이호텔, 경주
- 2023년

[한국동양예술학회 제 48회 추계학술대회], 서울
- 2022년

[용인 법무연수원 특강]
[제 19회 미래서울 아침 특강]
['퍼스널 브랜딩,나를 브랜딩하라'], 백석예술대학교
[연세대학교 경영전문대학원 EMBA 특강]
['전통 한국화와 현대 미술의 생활 속 활용], 서울교육연수원
['새로운 시도를 꿈꾸는 모던&무던한 어울림], 방송통신대학교
['새로운 시도를 꿈꾸는 모던&무던한 어울림], 국가평생교육원
[소소살롱'내숭 없는 예술계 생존기'], 예술의 전당
['화가의 시각으로 바라보는 역사 이야기-조선왕릉을 중심으로'], 관악구청
['예술가의 창의적인 사고 발상,관습을 탈피한 발상의 전환'], 용인 신세계인재개발원
[동양미래대학교 교수 대상 '퍼스널 브랜딩' 특강], 동양미래대학교
- 2021년

[서울시 티키타카]
[글로벌 경제 문화포럼]
[서울 외국인 고등학교 특강]
[이화여자대학교 특강]
[농협 축산 한우 심포지엄]
[서울 미술고등학교 특강]
[국립암센터 특강], 일산
[당진시청 김대건신부 탄생 200주년], 당진
- 2020년

[우리카드 신입사원 대상 '창의적 사고법과 카드의 정석 콜라보'], 우리카드 본사
[온라인 서리풀 클래스 미술편 '요즘 교양 이야기']
[연세대학교 경영전문대학원 EMBA 10기 특강]
[연세대학교 경영전문대학원 EMBA 11기 특강]
[한양대학교 '창업과 문화예술융합' 특강]
[서울 미술고등학교 온라인 특강]
[가정고등학교 특강]
[이집트 한국문화원 '컬쳐 토크']
[한옥살롱 프로젝트], 종로구청
[CBS와 서울시가 함께하는 비대면 강연쇼]
[한국방송통신대학교 특강]
[서울시 홍보대사와 함께하는 청춘 멘토링 콘서트 '보이는 라디오 청춘어람']
- 2019년

[우리카드 신입사원 교육], 우리카드 본사
[1년차 사원 대상 웰루키행사], 삼성멀티캠퍼스 교육센터
[서울 창의마을 풍납캠프]
[사단법인 한국마케팅협회], 노보텔앰배서더 호텔
[필아트 미술과 함께하는 미술인들의 축제], KDB 생명보험 본사
[2019 전반기 사법정책연구원 워크숍 및 체육행사], 남이섬
[한양대학교 영재교육원], 한양대학교 사범대학
[태안여자고등학교 강연]
[한국문화포럼]
[국립중앙극장,옷짓는 원]
- 2018년

[용인 문화재단 '청춘파티'], 보정문화센터
[상지대학교 특강]
[SECO 임직원 대상 특강], SECO 과천 연수원
[경기천년 2018 청춘페스타 '창의적 사고를 통한 새로운 도전'], 경기 상상캠퍼스
[BC카드 임직원 대상 '창의적인 아이디어 도출법'], BC카드 본사
[2018 동아일보 주최 리더쉽 콘서트], 일산 킨텍스
[서울 창의마을 풍납캠프]
[한국 교직원 공제회 '2030 청춘공감'], 남원
[GS임직원 대상 '창의적 사고 발상법'], GS타워
[웰스토리 웰루키데이 '창의적 사고를 통한 새로운 도전'], 신라면세점
[웰스토리 웰루키데이 '창의적 발상법' ], 삼성 멀티스퀘어
[고흥 성공아카데미 '내숭으로 치유하기'], 고흥문화회관
[서울미술고등학교 특강]
[제 114회 경남 창녕 군민아카데미 '한국화가 김현정의 내숭이야기'], 창녕문화회관
[우리카드 '카드의 정석'신상카드 컬래버레이션 기념 강연], 우리카드 본사
[장성 아카데미 '한국화가 김현정의 내숭이야기'], 장성군청문예회관
[남산로터리클럽 '한국화가 김현정의 내숭이야기'], 하얏트호텔
[서울교육청 교육연수원 '4차혁명'], 서울교육연수원
[국민건강보험공단 '미술 읽어주는 여자'], 국민건강보험공단
- 2017년

[부천문화재단 '찾아가는 문화특강'], 부천상일고등학교
[부천시 복사골아카데미'耳·目 호강콘서트'], 부천시청
[조선뉴스프레스 '조선왕릉을 색칠하다'], 구리아트홀
[조선뉴스프레스 '조선왕릉을 색칠하다'], 노원평생교육원
[전국대학교사무처장협의회 '미술읽어주는 여자'], 메종글래드호텔
[인력공단동부지사 '학습기업CEO사업조찬간담회']
[아르케 자유인문 특강'한국화가 김현정의 내숭이야기'], 부산외국어대학교
[KT&G ART를 想像하다], KT&G 대전사옥
['김현정의 내숭이야기'학부모 대상 강연], 서울창의마을풍납캠프
[호서대학교 특강]
[사행산업통합관리위원회 직장 교육], 과천정부청사
[홍콩 성캐서린 중학교], 베니키아 더엠호텔
[제3기 명품화순아카데미], 하니움문화스포츠센터
[순천 시민 인문학 '도서관에서 만난 사람'], 순천 연향 도서관
[군인의 품격, '한국화가 김현정의 내숭이야기'], 해병대 군수지원단
[2017 대구 달서 희망 인문극장 - 이슈톡톡], 대구 월성공원
[제11회 인적자원개발컨퍼런스], 코엑스 그랜드볼룸
[청심 국제고등학교 Round Squre 특강], 청심국제청소년수련원
[용인대학교 특강 '한국화가 김현정의 예술가로 살아남기']
[2017 서울세계건축대회 LH 전시부분 팝업세미나], 코엑스 C홀
[KT&G ART를 想像하다], KT&G 서울사옥
[Line Plus FNL], Line Plus
[풍납 주말 창의발전소], 풍납영어마을
[안양예술고등학교 특강]
[삼성 웰루키데이 멀티캠퍼스], 삼성 멀티스퀘어
[한국장학재단 내숭없이 관습에 도전하라], 연합생활관
[CEO 명품아카데미 미래경영과정], 리베라호텔
[토요수원인문여행 풍류인문학극장], 청년바람지대
[서울대학교 특강], 서울대학교 디자인연구동
[2017 한국QI간호사회 봄학술대회], 신촌세브란스병원
[공군기상단 특강]
- 2016년

SK 하이닉스 반도체 유한회사, 중국 우시FAB센터
[연세대학교 연세의료원], 연세대학교 백양로 플라자
[삼성멀티캠퍼스], 멀티캠퍼스 교육센터
[문화예술 명예교사 사업, 솔직한 예술], 국립아시아문화전당
[JTBC 말하는대로]
[대진대학교 특강], 대진대학교
[성남 라이브 러닝], 성남시 평생학습관 평생누리홀
[세계여성경제포럼], 반포 세빛섬
[서울시 인재개발원]
[포천시 시민 아카데미교육], 포천반월아트홀
[신사포럼], 도곡동 SEI타워
[BS art 팝 톡톡], 광진문화재단 나루아트센터
[풍납 창의 인성 융합캠프], 풍납영어마을
[액션히어로 스토리], 의정부 경기문화창조허브
[수원 한복축제 청년 나혜석,한복을 입다], 수원 나혜석거리
[전통문화의 재조명], 한국전통문화대학교
[어도비 디지털리더스 포럼], 부산 파크하얏트
[This is our future], 메트로폴리탄 미술관
[서울예술재단ACT프로그램] 강연, 서울예술재단
- 2015년

[디자인코리아], 일산킨텍스
[Human Library], 현대모터스튜디오
[한국문화포럼], 세빛둥둥섬
[울산광역시 공무원 교육], 울산대학교
- 2014년

[세.바.시_세상을 바꾸는 시간 15분 '내숭의 자락을 걷어올리다'], CBS스튜디오
[대구대학교 특강]
[청춘페스티벌_마이크 임팩트], 여의도한강공원
[서울문화포럼], 스페이스 노아
[성균관대학교 작가초청 세미나], 성균관대학교
[공금_공부하는 금요일], 마이크임팩트 스퀘어
[행.여.나_행복한 여자들의 나들이], 강남 에이블스퀘어